# Andrzej Gut-Mostowy
Andrzej Józef Gut-Mostowy (Zakopane; 30 de Outubro de 1960 — ) é um político da Polónia. Ele foi eleito para a Sejm em 25 de Setembro de 2005 com 11282 votos em 14 no distrito de Nowy Sącz, candidato pelas listas do partido Platforma Obywatelska.